# Château d'Esch-sur-Sûre
Le château d’Esch-sur-Sûre est un château fort situé dans le village luxembourgeois d’Esch-sur-Sûre. Il s'agit du plus vieux château du Luxembourg.

## Histoire
Le premier témoignage écrit de l’existence d’Esch-sur-Sûre se retrouve dans le « Liber aureus Epternacensis ». Dans ce livre de l’abbaye d'Echternach, il est noté qu’un certain Nebelungus a fait don de ses propriétés avec serfs de « Hesc » à l’abbaye. Cet acte remonte à l’an 3 du règne de Charlemagne, c’est-à-dire entre le 9 octobre 773 et le 9 octobre 774.
Le 3 juin 927, Meginaud (ou Maingaud) et son épouse Hiletrude acquierent par échange avec l’abbaye de Stavelot le site d’Esch-sur-Sûre, et ils y érigent une tour d’habitation carrée de 8 x 8 mètres et des bâtiments d’exploitation agricole. 
Les deux derniers seigneurs de la lignée des comtes d’Esch ont considérablement agrandi leur territoire et leur château : à la fin du XIe siècle, la seigneurie d’Esch-sur-Sûre compte 19 villages et hameaux et s’étendait jusqu’à Diekirch.
En 1285, le seigneur d'Esch est l'une des figures importantes du Tournoi de Chauvency, œuvre de Jacques Bretel.
Avec l’apparition de la poudre au XVe siècle, il faut adapter les constructions défensives. Ainsi, tout le village est entouré d’un mur d'enceinte de 450 m de long et de 1,5 m de large avec deux tours défensives. La tour de guet ronde est également fortifiée.
La décadence du château fort débute vers le milieu du XVIe siècle pour se terminer au XIXe siècle : après la prise de la forteresse de Luxembourg en 1685, les troupes de Louis XIV s’emploient à démanteler les places fortes du pays.
Néanmoins, à Esch-sur-Sûre, on n’a pas détruit le mur d’enceinte, parce que des maisons y étaient adossées et certaines le sont toujours.
Vers le milieu du XIXe siècle, le château passe entre les mains de bourgeois qui y habitent et, lorsque Victor Hugo le visite à l’été 1871, le château abrite toujours plusieurs familles.
En 1902, l'Égyptien Martin Riano d’Hutzt rachète le château et engage l'architecte Charles Arendt pour le restorer, des rénovations qui s'arrêtent en 1907. Le service Sites & Monuments Nationaux lance des fouilles archéologiques dans les années 1980. En 2005, l'État luxembourgeois devient propriétaire des lieux, relance les travaux de restauration, et le château devient monument national en 2006.

## Galerie

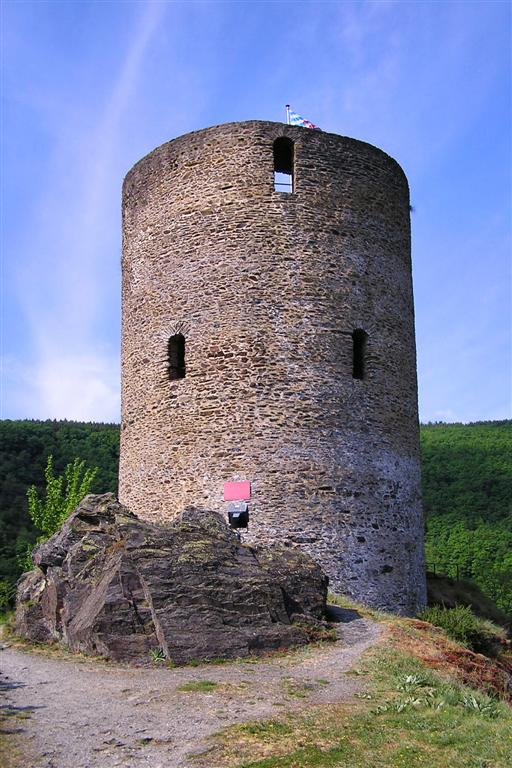
Le donjon
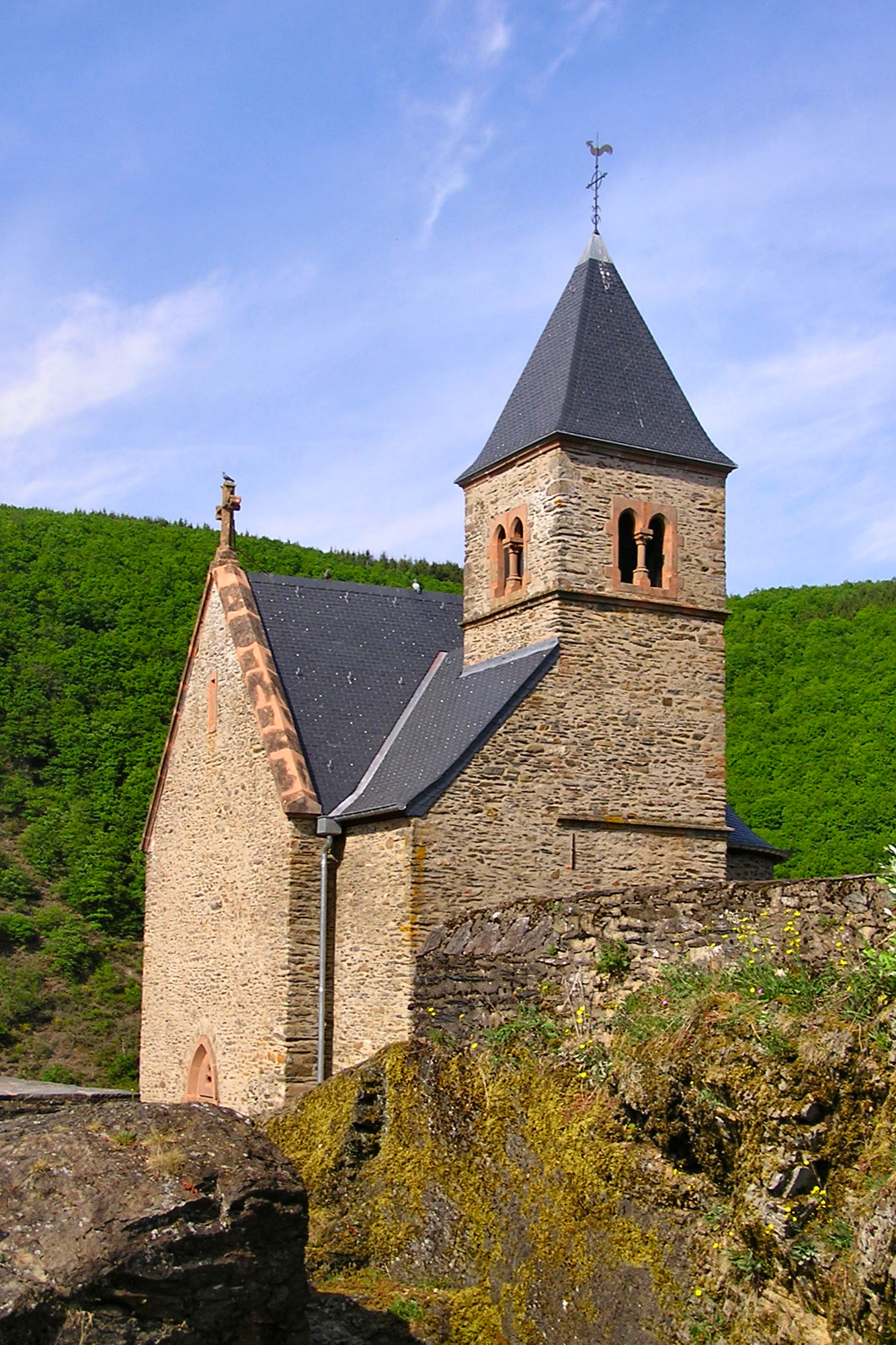
La chapelle du château
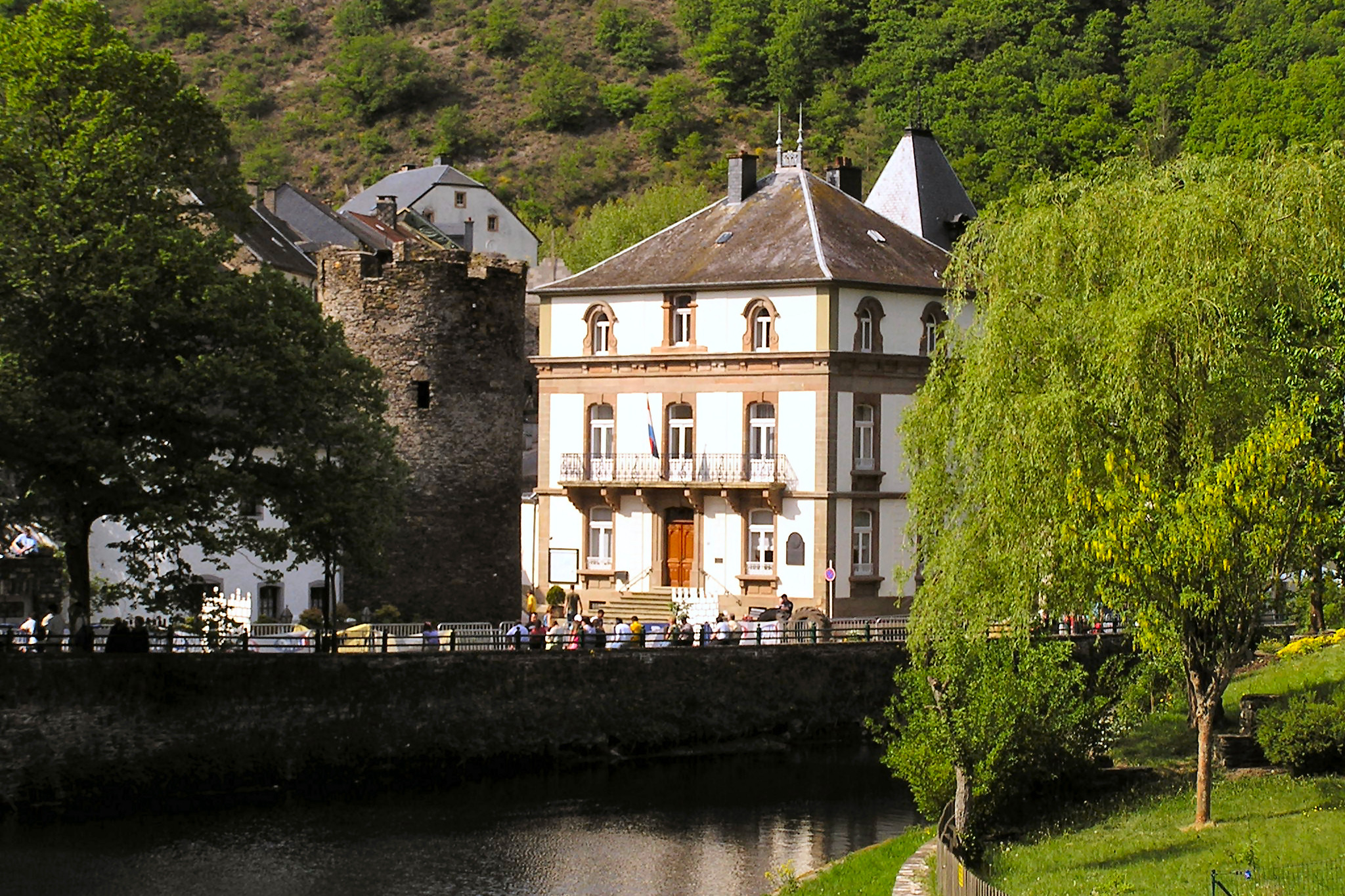
L’enceinte de la ville